# Lepidochrysops inyangae
Lepidochrysops inyangae är en fjärilsart som beskrevs av Pimhey 1945. Lepidochrysops inyangae ingår i släktet Lepidochrysops och familjen juvelvingar. Inga underarter finns listade i Catalogue of Life.